# Use Me (Bill Withers)
Use Me è un brano musicale del 1972 scritto e pubblicato da Bill Withers, incluso nell'album Still Bill. 
Il singolo fu un grande successo, raggiungendo la seconda posizione nella Billboard Hot 100 e in quella dei Hot R&B/Hip-Hop Songs e conquistando il Disco d'oro per le vendite negli Stati Uniti

## Classifiche
| Chart (1972)                         | Posizione massima |
| ------------------------------------ | ----------------- |
| U.S. Billboard Hot 100               | 2                 |
| U.S. Billboard Easy Listening        | 14                |
| U.S. Billboard Hot R&B/Hip-Hop Songs | 2                 |
| U.S. Cash Box Top 100                | 5                 |
| Canada RPM Hot Singles               | 33                |

## Versione di Grace Jones
Nel 1981 Grace Jones realizzò una cover del brano in chiave reggae, estratta dall'album Nightclubbing
Il singolo fu pubblicato in una versione edit di 3:41, solo in territorio americano, accoppiato sul lato b dal brano Feel Up 
Il singolo però non ebbe alcun impatto nelle classifiche.

## Tracce
- US 7" single

A. "Use Me" – 3:41
B. "Feel Up" – 3:59